# Bolondo
Bolondo is een stad in Mbini, Equatoriaal-Guinea.
De stad is gelegen aan de monding van de Mbini en heeft een veerbootverbinding met de stad Mbini, dat op de tegenovergelegen oever ligt.